# Corteggiamento

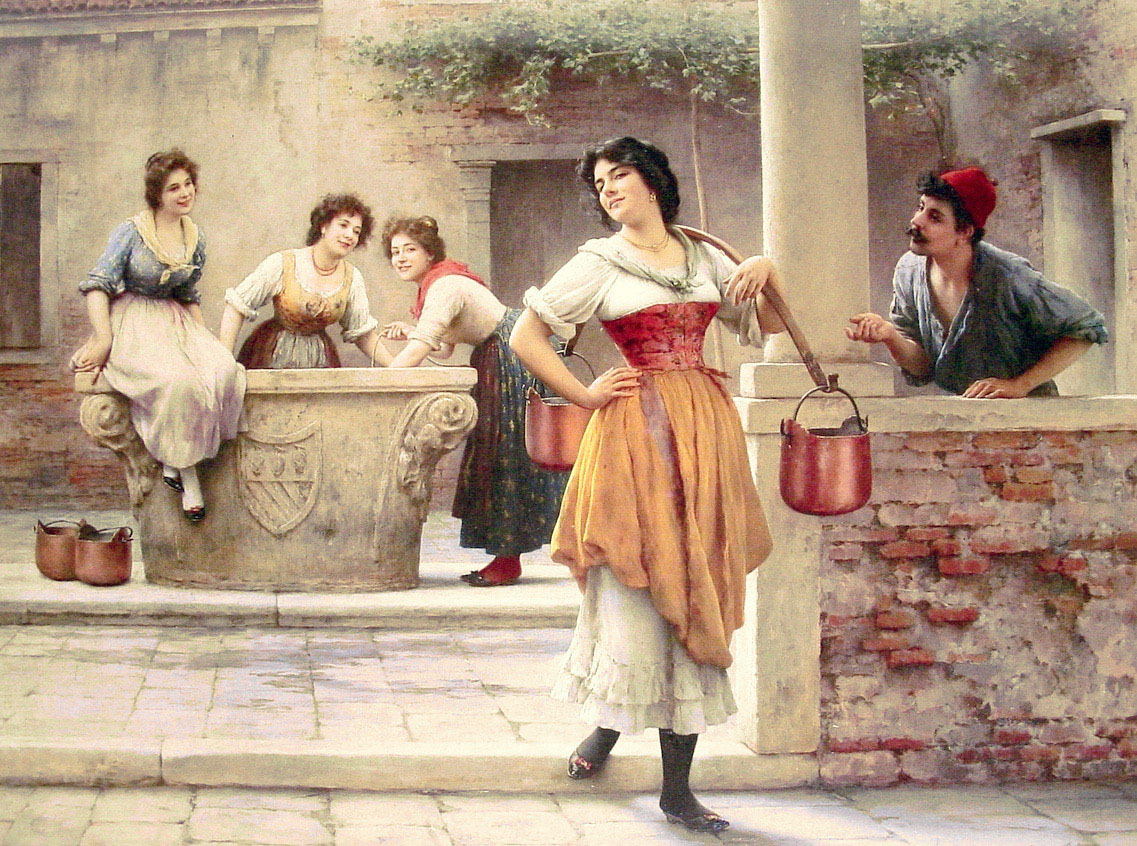
Corteggiamento al pozzo d'acqua, dipinto di Eugenio De Blaas

Il corteggiamento è considerato il mezzo con il quale attrarre la persona amata. Nel suo dispiegamento entrano in gioco fattori legati all'istinto ma anche, come nel caso del corteggiamento umano, complessi fattori antropologici o culturali.

## Tra animali
Il corteggiamento tra animali è oggetto di studio in etologia. Si tratta di un comportamento, osservato in quasi tutto il mondo animale e considerato innato, atto a comunicare la propria disponibilità all'accoppiamento. Ha inoltre la funzione di riconoscimento specie-specifico e quella di ridurre i comportamenti aggressivi del possibile partner. Può essere molto complesso, come nel caso dello svasso maggiore, e contenere una serie di comportamenti della vita di tutti i giorni ma ritualizzati. Ad esempio la pulizia delle penne oppure l'atto di nutrirsi o di offrire nutrimento, inoltre possiamo anche includere manifestazioni di grande prestanza fisica o di esaltazione di qualche caratteristica particolarmente attraente per l'altro sesso. L'origine di alcuni di questi comportamenti, come la pulizia delle penne, si pensa che si trovi nelle attività di sostituzione che si manifestano in casi di forte indecisione emotiva degli animali, ad esempio quando di fronte a quello che considerano un pericolo, devono scegliere tra attaccare o fuggire. Nel caso del gatto si è osservato come esso cominci a leccarsi il pelo, mentre nel lupo è tipico il fenomeno della diuresi. 
Non è caratteristico dei soli vertebrati, ad esempio nel caso dei ragni si trovano le più disparate e più o meno evolute forme di corteggiamento. Data la loro caratteristica aggressività, per il maschio è prioritario farsi riconoscere come tale dalla femmina e inibirne i comportamenti predatori. In taluni casi certi ragni pizzicano la ragnatela della femmina con frequenze particolari, in altri fanno segnalazioni visive a distanza, agitando le zampe, mentre altri ancora portano in dono alla femmina una preda avvolta nel caratteristico bozzolo. In quest'ultimo caso si è osservato che taluni maschi portano alla femmina un bozzolo vuoto.

### Tartarughe marine

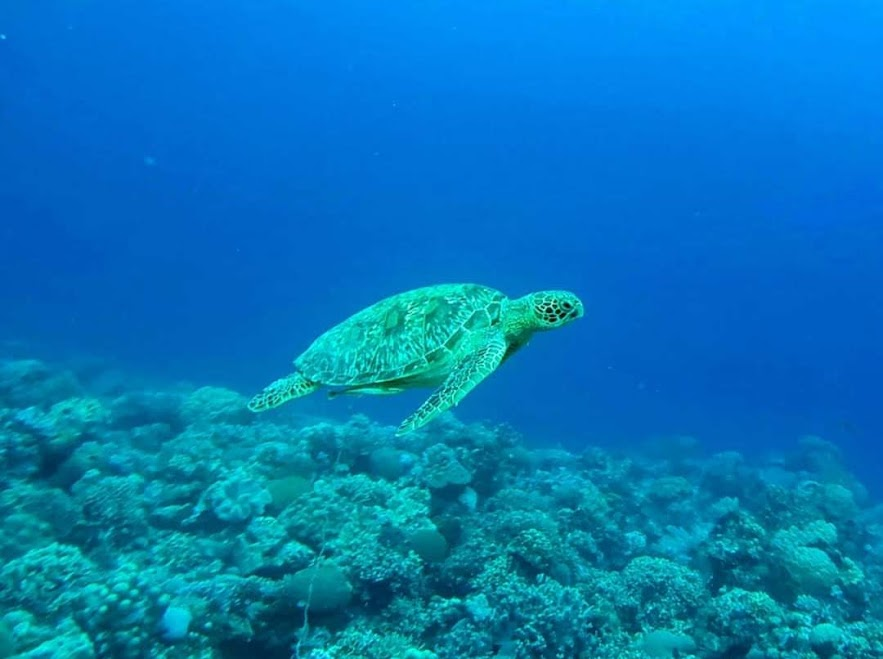
Chelonioidea

Le tartarughe marine corteggiano durante un tempo limitato. Durante il corteggiamento i maschi strofinano il naso sulla testa della femmina per mostrare affetto o mordendole delicatamente la parte posteriore del collo. Questo può durare per lunghi periodi di tempo, a seconda che la femmina risponda al maschio. Se la femmina risponde, non fuggendo, il maschio si attaccherà alla parte posteriore del guscio della femmina usando le zampe anteriori. Allungherà la sua lunga coda sotto il dorso del guscio delle femmine per iniziare la copulazione.
Il corteggiamento può essere competitivo tra i maschi. Il maschio che ha una resistenza migliore dei rivali vince la femmina. Per essa, la resistenza è un importante tratto da trasmettere alla prole; maggiore è la resistenza nel maschio, maggiore sarà la resistenza nella sua prole e maggiori saranno le probabilità che sopravvivano. Le tartarughe marine liuto sceglieranno anche molti maschi diversi con cui accoppiarsi per diversificare la loro prole.

### Ippopotamo

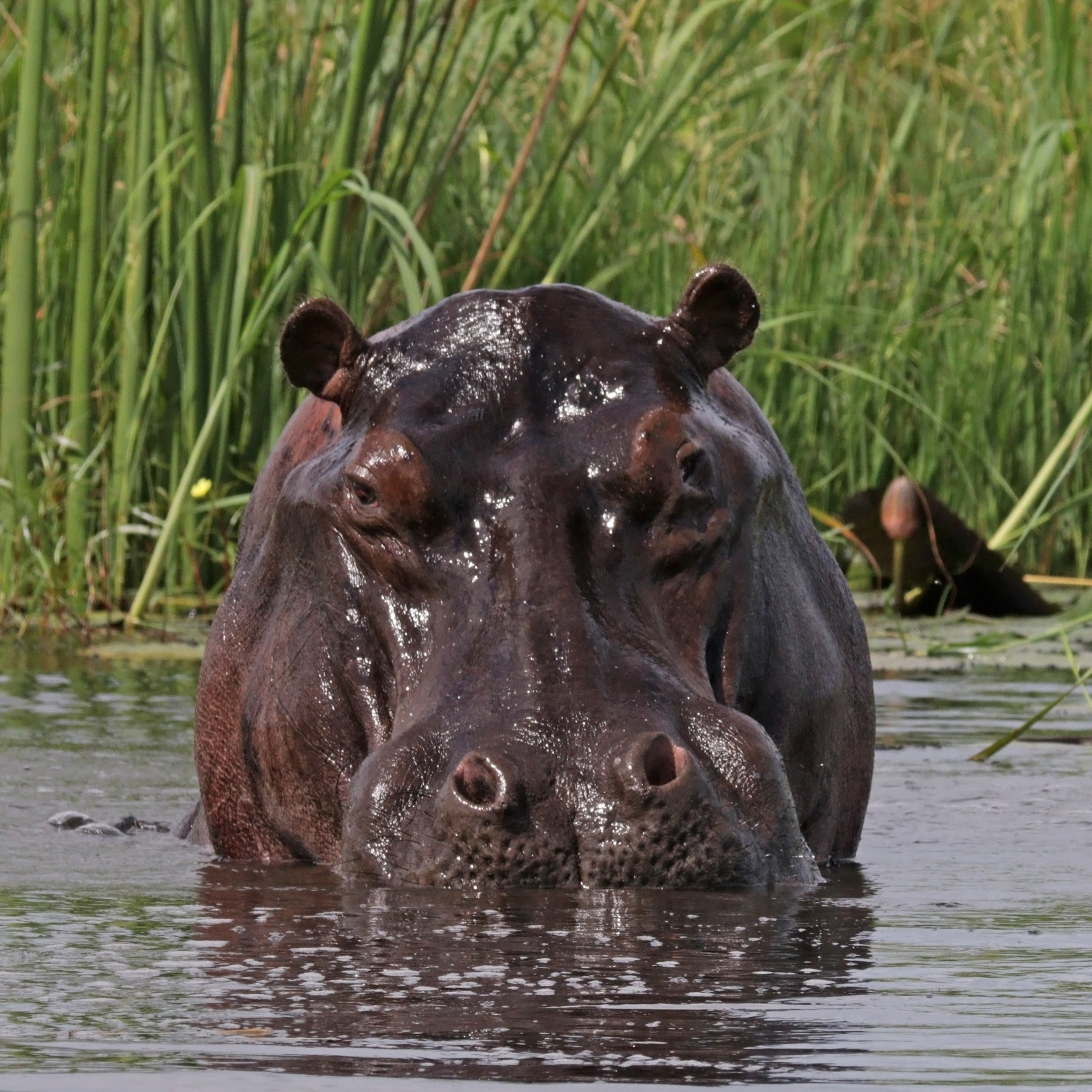
Hippopotamus amphibius

L'accoppiamento e la nascita per l'ippopotamo si verificano entrambi nell'acqua. Questo perché dà loro privacy durante il concepimento e aiuta a risparmiare energia durante il parto. L'ippopotamo femmina normalmente ha una media di circa 5-6 anni, mentre i maschi hanno un'età media di 7-8 anni. Durante la stagione degli amori, l'ippopotamo maschio troverà un compagno fuori dalla mandria, mostrando interesse annusando l'estremità posteriore della femmina. Per allertare la mandria o altri animali che potrebbero essere in agguato, il maschio emetterà un forte respiro sibilante. Prima del parto, la femmina mostra un comportamento aggressivo, lasciando il branco fino a dopo la nascita del cucciolo. Sebbene gli ippopotami possano accoppiarsi in qualsiasi momento dell'anno, la stagione degli amori varia da febbraio ad agosto. Poiché il consumo dell'energia è elevato, la femmina generalmente ha solo una prole nell'arco di due anni.

### Api da miele

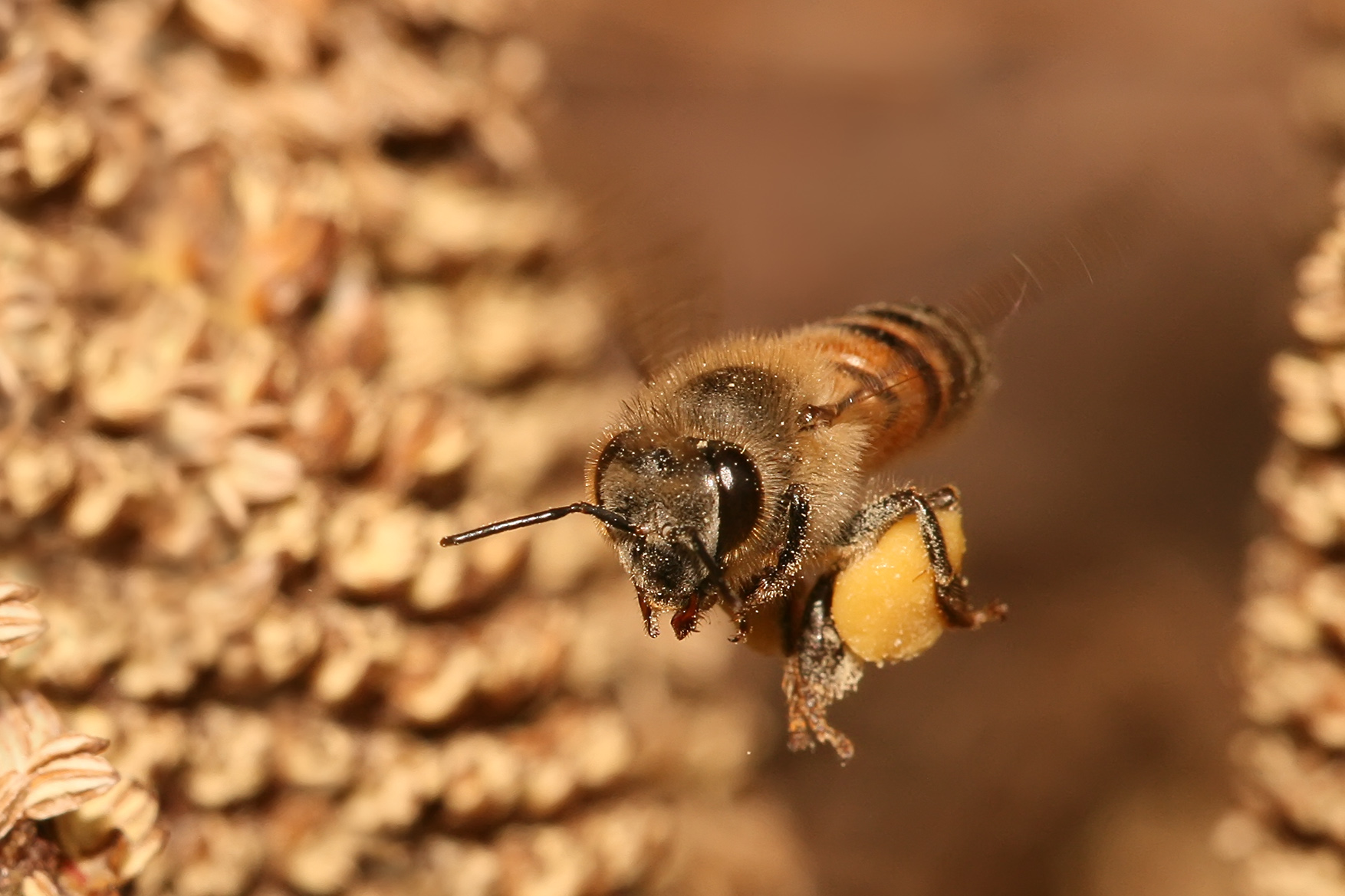
Apis mellifera

Il comportamento di corteggiamento delle api mellifere segue due tipi distinti: accoppiamento in prossimità dell'apiario e assemblaggio di droni. La maggior parte dei droni (gli esemplari maschi) muoiono rapidamente subito dopo l'accoppiamento. I pochi che sopravvivono vengono solitamente espulsi dai loro nidi, poiché hanno completato il loro unico scopo accoppiandosi.
Le nuove generazioni di regine si accoppieranno e produrranno le loro colonie se la regina esaurisce lo sperma nel corso della sua vita. Il sesso della prole è controllato dalle regine delle api mellifere. La ricerca ha indicato che le uova fecondate si trasformano in operaie e regine, mentre le uova non fecondate diventano api da miele. Le lavoratrici possono deporre uova sterili ma non si accoppiano. Le uova sterili diventano api maschi. Le uova della regina vengono deposte in celle strutturali di forma ovale che di solito si attaccano al soffitto del nido. La pappa reale viene quindi riempita con queste cellule per impedire la caduta delle larve. Le future operaie vengono nutrite con la pappa reale durante i primi due giorni. Le future regine ricevono la pappa reale durante l'intero periodo larvale. Per una corretta crescita dalle uova all'adulto, le api mellifere maschi hanno bisogno di 24 giorni, 21 per le operaie e 16 per le regine.

### Insetti

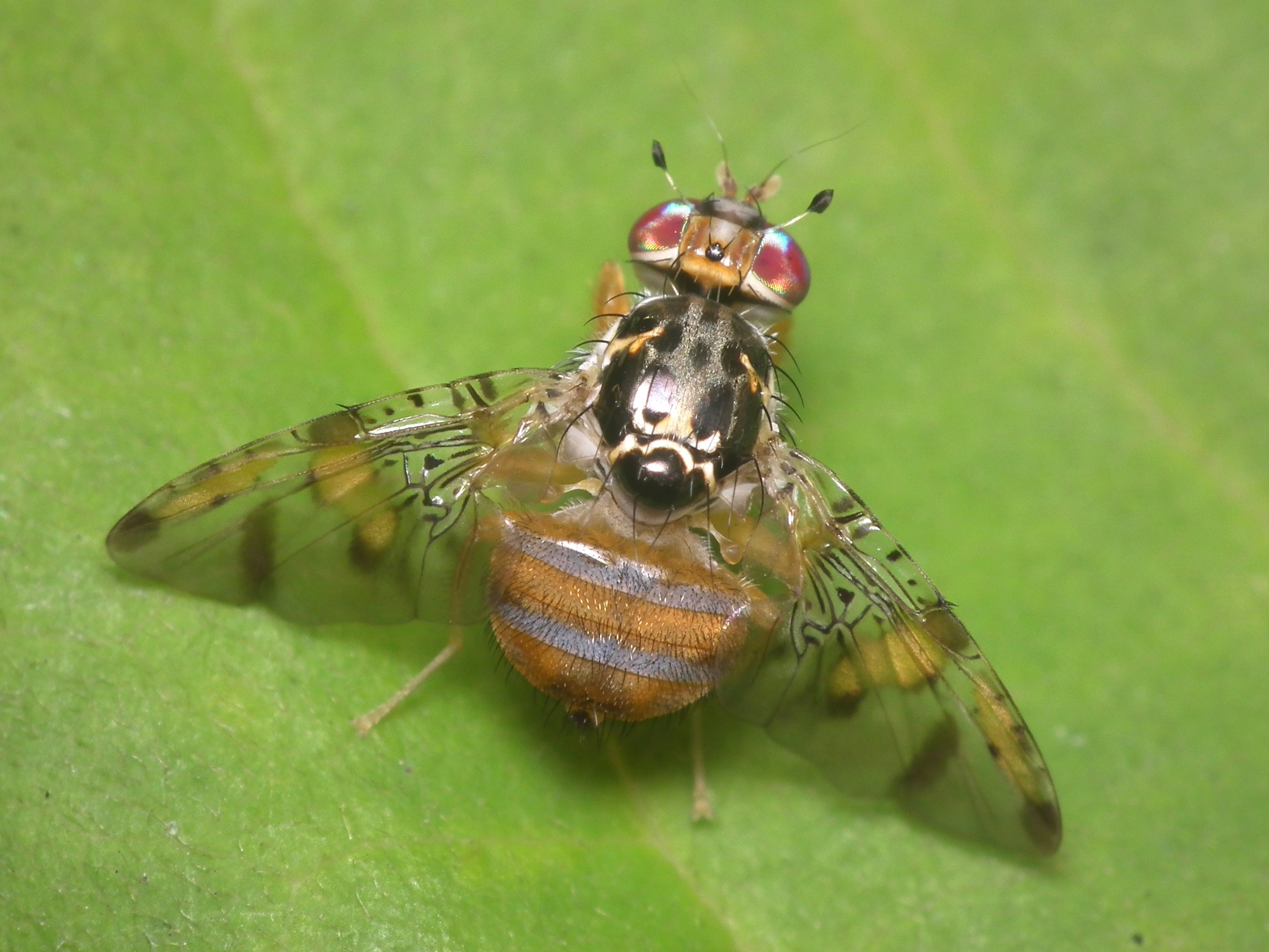
Ceratitis capitata

Alcune specie di insetti mostrano un comportamento di corteggiamento per attirare i compagni, come ad esempio la specie Ceratitis capitata (nota anche come mosca mediterranea della frutta). Durante la fase di corteggiamento, i segnali vengono scambiati tra maschi e femmine per mostrare la volontà di accoppiarsi. Il maschio inizia con una serie di movimenti della testa, quindi dopo 1-2 secondi di movimento, inizia anche a sventolare le ali e si avvicina alla femmina. Una volta che il maschio è abbastanza vicino alla femmina, salta sulla schiena di quest'ultima e inizia l'accoppiamento. Un altro esempio si vede nella specie di ragno Maratus volans, dove il maschio esegue un'elaborata danza. Il maschio apre il suo ventaglio colorato e inizia a vibrare per attirare l'attenzione della femmina. Il maschio inizierà ad avvicinarsi sempre di più alla femmina fino all'accoppiamento. Tale comportamento di accoppiamento è simile a quello espresso dai pavoni.

## Tra umani
Il corteggiamento è un insieme di strategie atte a sedurre un possibile partner. Esempi sono la composizione di poesie, le serenate, il ballo e più in generale qualsiasi forma di attenzione in grado di attirare la persona desiderata. Il corteggiamento, nell'ambito della sessualità umana, non è finalizzato unicamente allo scopo di raggiungere l'unione sessuale (e quindi, in definitiva, alla procreazione), ma ha una funzione ulteriore, quello di creare una base affettiva stabile e duratura per favorire la formazione di un rapporto di coppia.
Il rituale del corteggiamento umano, a differenza di quello animale, è fortemente condizionato da fattori culturali: questi sono variabili da luogo a luogo e possono mutare nel corso del tempo, subendo forme di evoluzione. In passato, per esempio, erano più rigidamente definite le regole del corteggiamento e i ruoli rispettivi assunti dalla femmina e dal maschio. Nel corso del XX secolo in molti contesti culturali si è assistito a un allentamento di tali rigidità, che ha aperto a forme di corteggiamento meno codificate, improntate a maggior creatività individuale, che concedono più spazi di libertà di comportamento e hanno determinato una minore distinzione di ruoli. Ciò per esempio, in alcune realtà culturali, ha condotto all'adozione, da parte della donna, di atteggiamenti, quali l'assunzione dell'iniziativa, che in passato erano tradizionalmente considerati tra le prerogative maschili. Questa evoluzione culturale ha anche l'effetto di rendere il corteggiamento molto più complesso e difficile da condurre, dal momento che viene a mancare la possibilità di fare affidamento su riferimenti culturali certi accettati, con il ricorso a rituali codificati e collaudati. Secondo una lunga serie di ricerche sistematiche, in realtà il corteggiamento è un procedimento sociale che richiede la partecipazione emotiva e fisica di entrambi i sessi.

### Le fasi del corteggiamento
Solitamente, il corteggiamento si articola in tre fasi: attrazione; costruzione della fiducia reciproca; seduzione.

#### L'attrazione
La prima fase del corteggiamento umano è l'attrazione sessuale e consiste principalmente nel cercare di apparire attraenti agli occhi della persona che ci interessa. In questa fase il corteggiamento può avvenire in modo diretto o indiretto. Nel primo caso il soggetto interessato avvia una conversazione in cui esplicita il proprio interesse in modo audace e diretto, nel secondo cerca di catturare l'attenzione in maniera indiretta, ad esempio rivolgendo domande o chiedendo pareri all'altra persona al solo scopo di attirarne l'attenzione.

#### La costruzione della fiducia reciproca
Le ricerche psicologiche evidenziano l'importanza di dedicare tempo alla costruzione di una base solida di fiducia prima di procedere con la seduzione. Infatti, soltanto così si possono fondare le basi per una relazione stabile. In questa fase inizia a manifestarsi un contatto maggiore tra gli individui, che può manifestarsi sia come contatto fisico che come contatto visivo prolungato.

#### La seduzione
Infine, la fase finale della seduzione è la fase culminante del corteggiamento. Sebbene spesso si parli di seduzione per intendere tutto il processo di corteggiamento, secondo la psicologia, la seduzione inizia solo dopo che è stata instaurata un'attrazione reciproca, conforto e fiducia tra due individui. 

### Tradizioni

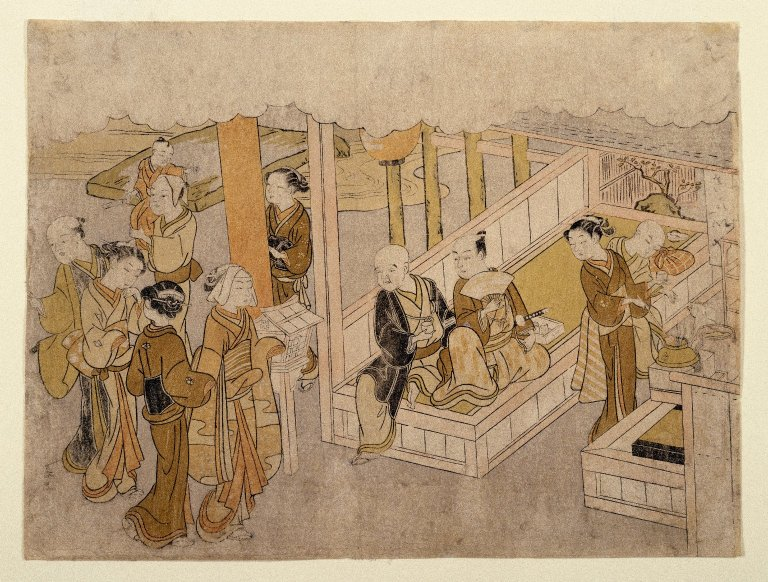
Suzuki Harunobu, rappresentazione del miai. Xilografia esposta al Brooklyn Museum

In alcune società, i genitori o la comunità propongono potenziali partner e quindi consentono incontri limitati per determinare se le parti sono adatte. In Giappone esiste un tale tipo di corteggiamento chiamato Miai, con pratiche simili chiamate "Xiangqin" (相親) nell'area della Grande Cina. I genitori assumeranno un sensale per fornire foto e curriculum di potenziali compagni e, se la coppia è d'accordo, ci sarà un incontro formale con il sensale e spesso i genitori presenti. Il sensale e i genitori spesso eserciteranno pressioni sulla coppia per decidere se vogliono sposarsi o meno dopo alcune date.
Il corteggiamento nelle Filippine, a differenza di quanto si vede regolarmente in altre società, richiede un approccio molto più sommesso e indiretto. È complesso in quanto coinvolge diverse fasi ed è considerato normale che il corteggiamento duri un anno o più. È comune vedere un uomo mettersi in mostra inviando lettere d'amore e poesie d'amore, cantando canzoni romantiche e comprando regali per una donna. I genitori sono anche visti come parte della pratica del corteggiamento, poiché la loro approvazione è comunemente necessaria prima che possa iniziare il corteggiamento o prima che la donna dia all'uomo una risposta alle sue avances. 

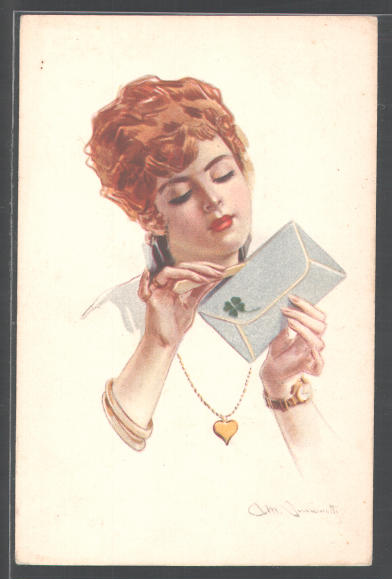
Amedeo Simonetti: Opening a love letter

Nelle società più chiuse, il corteggiamento è virtualmente eliminato del tutto dalla pratica dei matrimoni combinati in cui i partner sono scelti tipicamente dai loro genitori. Proibire il corteggiamento sperimentale e seriale e sanzionare solo gli incontri combinati è in parte un mezzo per proteggere la castità dei giovani e in parte una questione di promuovere gli interessi familiari, che, in tali culture, possono essere considerati più importanti delle preferenze romantiche individuali.
Nel corso della storia, il corteggiamento ha spesso incluso tradizioni come lo scambio di biglietti di San Valentino, la corrispondenza scritta (che è stata facilitata dalla creazione del servizio postale nel diciannovesimo secolo) e simili corteggiamenti basati sulla comunicazione. Negli ultimi decenni, però, il concetto di matrimonio combinato è cambiato o semplicemente è stato mescolato con altre forme, comprese quelle orientali e indiane; le potenziali coppie hanno l'opportunità di incontrarsi e uscire insieme prima di decidere se continuare o meno la relazione.

Nelle forme più tradizionali di cristianesimo, questo concetto di corteggiamento è stato mantenuto, con John Piper che afferma: 
Il corteggiamento di solito inizia quando un uomo single si avvicina a una donna single passando attraverso il padre della donna, e poi conduce la sua relazione con la donna sotto l'autorità del padre, della famiglia o della chiesa, a seconda di quale sia la più appropriata. Il corteggiamento ha sempre il matrimonio come obiettivo diretto... Gli appuntamenti, un approccio più moderno, iniziano quando l'uomo o la donna avviano una relazione con l'altro, e poi conducono quella relazione al di fuori di qualsiasi supervisione o autorità. Gli appuntamenti possono avere o meno il matrimonio come obiettivo.
Il ministro cristiano Patricia Bootsma afferma che con il corteggiamento "l'impegno avviene prima dell'intimità".
In America, negli anni '20 dell'Ottocento, la parola "date" (appuntamento) era più strettamente associata alla prostituzione. Tuttavia, nell'era del jazz degli anni '20, gli appuntamenti a scopo di divertimento stavano diventando un'aspettativa culturale e negli anni '30 si presumeva che qualsiasi giovane popolare ne avrebbe avuti molti. Questa forma di appuntamento era solitamente condotta in luoghi pubblici, prima che il sesso prematrimoniale diventasse più socialmente accettabile dopo la rivoluzione sessuale negli anni '60.

### Il corteggiamento nella teoria sociale
Il corteggiamento è usato da un certo numero di teorici per spiegare i processi di genere e l'identità sessuale. La ricerca scientifica sul corteggiamento è iniziata negli anni '80, dopodiché i ricercatori accademici hanno iniziato a generare teorie sulle pratiche e le norme moderne di appuntamenti romantici. I ricercatori hanno scoperto che, contrariamente alle credenze popolari, il corteggiamento è normalmente attivato e controllato dalle donne, guidato principalmente da comportamenti non verbali, a cui gli uomini rispondono. Una delle funzioni dell'amore romantico è il corteggiamento.
Ciò è generalmente supportato da altri teorici specializzati nello studio del linguaggio del corpo. Ci sono alcune studiose femministe, tuttavia, che considerano il corteggiamento come un processo socialmente costruito (e guidato dagli uomini) organizzato per soggiogare le donne. Warren Farrell riferì, ad esempio, che le riviste matrimoniali e la narrativa romantica continuano ad attrarre un 98% di lettori di sesso femminile. La ricerca sistematica sui processi di corteggiamento all'interno del luogo di lavoro e due studi decennali che esaminano le norme in diversi contesti internazionali continuano a sostenere l'idea che il corteggiamento sia un processo sociale che socializza entrambi sessi nell'accettare forme di relazione che massimizzano le possibilità di crescere con successo i figli.

### Servizi di incontri commerciali

Logo di Tinder, comunemente usata come app per incontri

Negli appuntamenti online, le persone creano profili in cui divulgano informazioni personali, fotografie, hobby, interessi, religione e aspettative. Quindi l'utente può cercare tra centinaia di migliaia di account e connettersi con più persone contemporaneamente, il che in cambio offre all'utente più opzioni e più opportunità di trovare ciò che soddisfa i propri standard. Gli appuntamenti online hanno influenzato l'idea di scelta. In Modern Romance: An Investigation, Aziz Ansari afferma che un terzo dei matrimoni negli Stati Uniti tra il 2005 e il 2012 sono iniziati attraverso servizi di incontri online.
Secondo uno studio del Center for economics and business research fatto su Germania, Spagna, Gran Bretagna, Italia, Francia e Olanda, il giro d’affari delle attività legate agli incontri di nuovi partner sarebbe di quasi 26 miliardi di euro, buona parte dei quali fatturati dalle app di incontri online. La statistica ha calcolato che nel 2016 le entrate globali di questi servizi fossero pari a 4,6 miliardi di dollari e che nel 2018 una relazione su tre nascesse online.